# Tytus, Romek i A’Tomek księga XVII
Tytus, Romek i A’Tomek księga XVII – siedemnasty komiks z serii Tytus, Romek i A’Tomek o przygodach trzech przyjaciół Tytusa, Romka i A’Tomka. 
Autorem scenariusza i rysunków jest Henryk Jerzy Chmielewski. Album ten ukazał się w roku 1985 nakładem Młodzieżowej Agencji Wydawniczej. Komiks ten wydany jest w układzie poziomym. Potocznie księga ta ma opis Umuzykalnienie Tytusa. Na stronie 63 i 64 (wydanie II) został umieszczony dodatek Szałszaldans, który zawiera 9 figur wraz z opisem nowego tańca wymyślonego przez Tytusa. 

## Fabuła komiksu
Tytus jest nadpobudliwy, jego kompanom Romkowi i A'Tomkowi jest coraz trudniej z nim wytrzymać. Nie pomaga nawet specjalna metoda leczenia za pomocą uspokajającej muzyki. Wreszcie A’Tomek wpada na pomysł, iż będą uczłowieczać Tytusa za pomocą umuzykalnienia. Tytus tak się angażuje w naukę i tworzenie muzyki, że zdobywa pierwszą nagrodę w amatorskim konkursie tańca do muzyki, którą sam stworzył. Podczas kolejnego komponowania muzyki Tytus słyszy w magnetofonie głosy obcej cywilizacji, gdy dociera na boisko szkolne, skąd one dochodzą, zostaje porwany przez statek obcych. Romek i A’Tomek wraz z prof. T.Alentem organizują akcję ratunkową. Tytus na planecie Neuma uczy zamieszkujące ją istoty, czym jest muzyka, wdzięczni mieszkańcy ustanawiają Tytusa prezydentem. Na planecie zawiązuje się opozycja do Tytusa i walki z hałasem: Bojowa Organizacja Antyhałasowa (BOA), do której przyłączają się Romek i A’Tomek dotarłszy na planetę Okarynolotem. Rozpoczyna się walką między dwoma frakcjami. W końcu Romek i A’Tomek z pomocą cichoszan porywają Tytusa i odwożą go na ziemię. 

## Okarynolot
Jest to prom kosmiczny zbudowany przez prof. T.Alenta, z wyglądu przypomina instrument muzyczny okarynę. Wewnątrz mieści lądownik Mandolę, który z wyglądu przypomina instrument muzyczny mandolinę. Oba pojazdy zostały użyte podczas misji ratunkowej, którą odbyli Romek i A’Tomek, kiedy ratowali Tytusa z planety Neuma.

## Analiza
Księga ta została opisana jako "zasadniczy zwrot w strategii perswazyjnej autora", kończąc z PRL-owskimi treściami propagandowymi. Co więcej, książka "stanowi zdecydowaną krytykę ustroju totalitarnego opartego na wzorze sowieckim", zawiera m.in. parodię telewizyjnej propagandy. Tytus zostaje totalitarnym dyktatorem, jego reżim jest jednak przedstawiony negatywnie i kończy się obaleniem przez rewolucjonistów.

## Wydania
- wydanie I 1985 - Młodzieżowa Agencja Wydawnicza, nakład: 500 000 egzemplarzy
- wydanie II 1988 - Młodzieżowa Agencja Wydawnicza, nakład: 300 000 egzemplarzy
- wydanie III 2003 (wydanie zbiorowe jako Złota księga przygód III) – Prószyński i S-ka, nakład: 22 000 egzemplarzy
- wydanie IV 2009 - Prószyński Media